# عزیز دسترس
عزیز دسترس بازیکن  سابق  فوتبال ایران است. که در آبادان به دنیا آمده است.

## دوران حرفه‌ای
دسترس عنوان جوان‌ترین بازیکن لیگ تخت جمشید را در ترکیب تیم صنعت نفت آبادان به دست آورد و خود را به عنوان یکی از استعدادهای جنوب به فوتبال ایران معرفی کرد. پس از انقلاب به تیم استقلال تهران پیوست که این انتقال با واکنش منفی پرویز دهداری (مربی تیم ملی) روبرو شد چرا که دهداری معتقد به عدم حضور بازیکنان آبادانی در تیم استقلال (تاج سابق) بود.